# Crosby (Texas)
Crosby és una concentració de població designada pel cens dels Estats Units a l'estat de Texas. Segons el cens del 2000 tenia 1.714 habitants.

## Demografia
Segons el cens del 2000, Crosby tenia 1.714 habitants, 666 habitatges, i 464 famílies. La densitat de població era de 292,8 habitants per km².
Dels 666 habitatges en un 35,4% hi vivien nens de menys de 18 anys, en un 49,4% hi vivien parelles casades, en un 15,8% dones solteres, i en un 30,3% no eren unitats familiars. En el 26,1% dels habitatges hi vivien persones soles l'11,1% de les quals corresponia a persones de 65 anys o més que vivien soles. El nombre mitjà de persones vivint en cada habitatge era de 2,57 i el nombre mitjà de persones que vivien en cada família era de 3,09.
Per edats la població es repartia de la següent manera: un 28,2% tenia menys de 18 anys, un 10,1% entre 18 i 24, un 29,1% entre 25 i 44, un 19,8% de 45 a 60 i un 12,8% 65 anys o més.
L'edat mediana era de 32 anys. Per cada 100 dones de 18 o més anys hi havia 96,2 homes.
La renda mediana per habitatge era de 35.508 $ i la renda mediana per família de 41.458 $. Els homes tenien una renda mediana de 37.244 $ mentre que les dones 25.500 $. La renda per capita de la població era de 14.851 $. Aproximadament el 9,2% de les famílies i el 13,4% de la població estaven per davall del llindar de pobresa.

## Poblacions més properes
El següent diagrama mostra les poblacions més properes.